# Lemko
I lemchi (in ucraino: лeмки, in ruteno: Лeмкы, traslitterato in lemky) o come si definiscono loro stessi rusyny o rusnaky (in ucraino: руснаки, in ruteno: Руснакы, traslitterato rusnaky) sono una popolazione e gruppo etno-linguistico di origine ucraina diffusa nelle aree carpatiche della Polonia.

## Storia
La loro lingua è stata classificata in maniera varia: a volte è classificata come dialetto dell'ucraino, a volte come dialetto del ruteno, altre ancora (ma solo un dialetto dei ruteni di Voivodina) come dialetto della lingua slovacca e ancora come lingua a sé stante. Ciò che rimane appurato è che esiste un certo grado di mutua intelligibilità tra lemco e ucraino.
La regione in cui vivono attualmente i lemchi è chiamata Lemkovyna ed è situata nella parte ovest dei monti Carpazi, dove furono deportati in seguito all'operazione Vistola del 1947.
L'origine del loro nome è una derivazione della parola lem (лeм), che significa "solamente", "solo".
Attualmente la comunità lemko conta circa 60.000 unità, divise però in due comunità etno-linguistiche assai diverse: 
- lemchi di orientamento ucraino
- lemchi carpato-ruteni

Gli appartenenti al primo gruppo, i lemchi ucraini, si considerano come gruppo etnico strettamente correlato all'Ucraina e parlano un dialetto molto affine all'ucraino mentre i secondi, i carpato-ruteni, sono molto più legati alle loro tradizioni e alla lingua lemca.

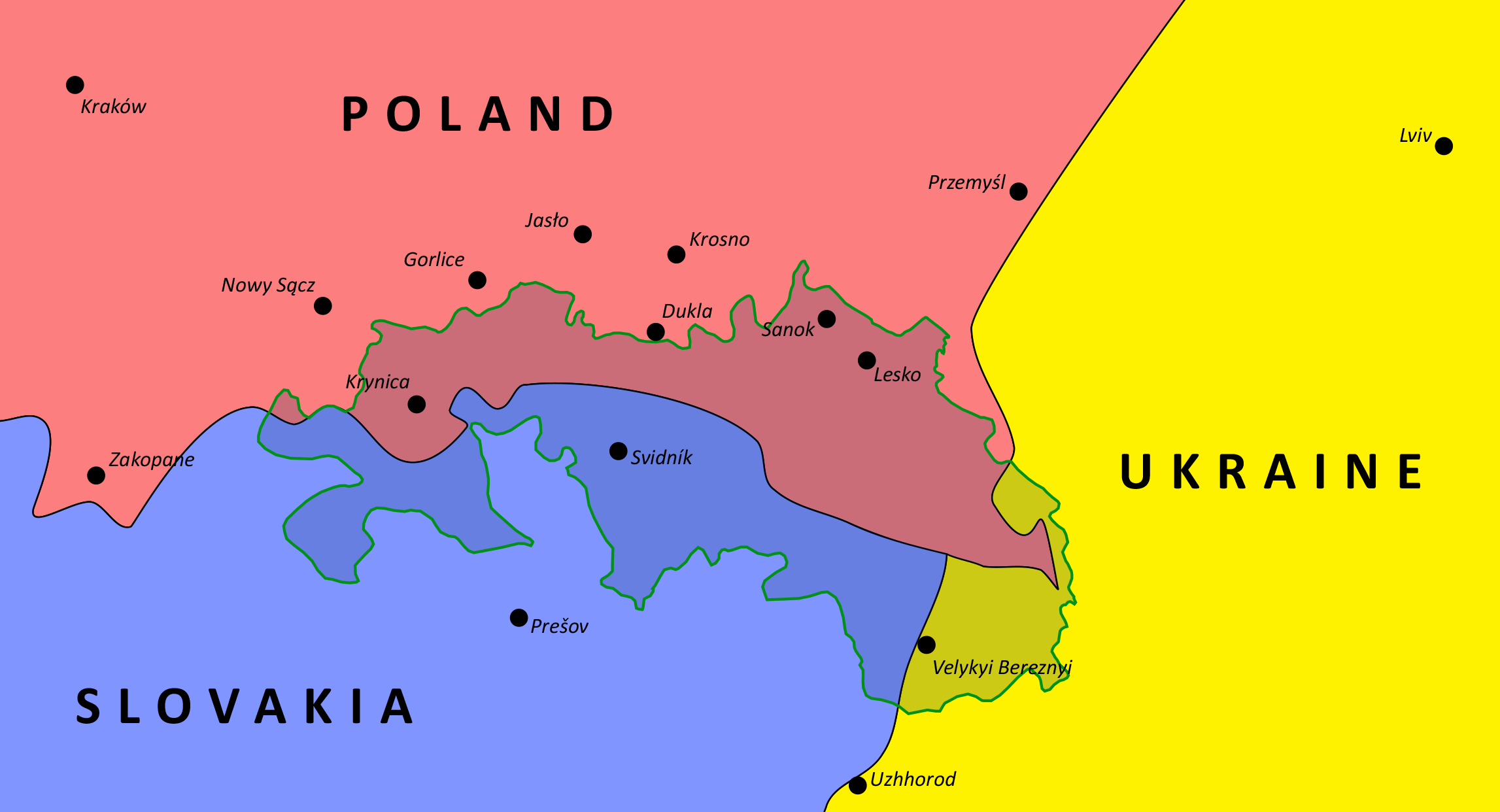
Mappa della regione di Lemko
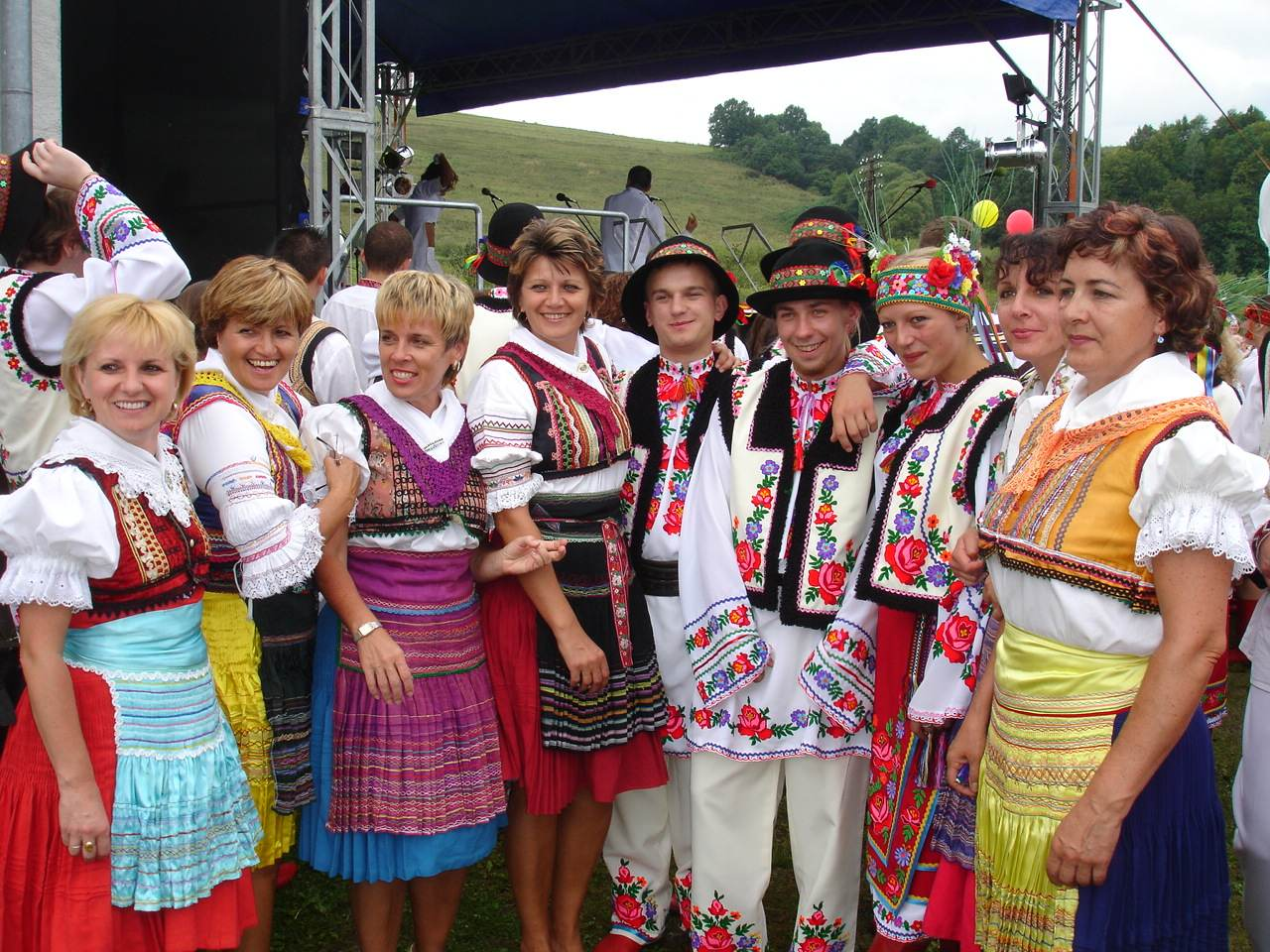
Lemko del sottogruppo carpato-ruteno in abiti tradizionali